# Isandria (Geometridae)
Isandria là một chi bướm đêm thuộc họ Geometridae.